# Uwe Hain
Uwe Hain (Schladen, 1955. október 18. –) német labdarúgó, kapus, edző.

## Pályafutása

### Játékosként
1974 és 1982 között az Eintracht Braunschweig, 1982 és 1987 között a Hamburger SV, 1987 és 1991 között ismét az Eintracht, 1992-ben a St. Pauli, 1992–93-ban a VfL Wolfsburg, majd a Wolfenbüttel SV labdarúgója volt. A Hamburggal egy-egy nyugatnémet bajnoki címet és kupagyőzelmet ért el. Tagja volt az 1982–83-as idényben BEK-győztes csapatnak.

### Edzőként
1997 és 2009 között az Eintracht Braunschweig második csapatának edzője, 1998 és 2009 között az első csapat kapusedzője volt. Ebben az időszakban kétszer – 1999-ben és 2001-ben – ideiglenesen az első csapat vezetőedzőjeként is dolgozott. 2011-ben az SV Schladen edzője volt.

## Sikerei, díjai

### Játékosként
Eintracht Braunschweig
- Nyugatnémet bajnokság (Bundesliga)
  - 3.: 1976–77

 Hamburger SV
- Nyugatnémet bajnokság (Bundesliga)
  - bajnok: 1982–83
  - 2. (2): 1983–84, 1986–87
- Nyugatnémet kupa (DFB Pokal)
  - győztes: 1987
- Bajnokcsapatok Európa-kupája (BEK)
  - győztes: 1982–83